# Khanat Astrachan

Khanat Astrachan

Das Khanat Astrachan (tatar. Әстерхан ханлыгы/Ästerchan chanlygy) war ein Feudalstaat, der durch den Zusammenbruch des Reichs der Goldenen Horde entstand. Das Khanat bestand von ca. 1441 bis 1554 und hatte sein Zentrum an der Wolgamündung. Die Hauptstadt Xacítarxan (auch Khadjitarkhan oder Astrachan genannt) lag 12 km vom heutigen Astrachan entfernt.
Das Territorium umfasste den unteren Flusslauf der Wolga, die heutige Oblast Astrachan und das Steppengebiet westlich der Wolga, heute bekannt als Kalmückien, zumindest bis zum Fluss Kuma. Im Westen grenzte es an das Khanat der Krim, im Süden an Dagestan, im Nordosten an das Gebiet der verbündeten Nogaier.

## Geschichte
Das Gebiet des Khanats wurde in der Vorzeit von vielen turkstämmigen Völkern besiedelt. Nach der Eroberung durch die Mongolen gehörte es zu deren Reich. Als das Mongolenreich zerfiel, ging das Gebiet an der unteren Wolga an die Goldene Horde. Hier war auch deren Hauptstadt. Als Mitte des 15. Jahrhunderts Bürgerkriege das Khanat der Goldenen Horde erschütterten, errichtete Machmud um 1466 das Khanat von Astrachan.
Unter seinem Nachfolger Qasim I. konnte die Herrschaft gefestigt werden. Da die Region für den Handel zwischen Europa und dem Kaspischen Meer bedeutend war, kam das Khanat bald zu Reichtum. In der folgenden Zeit kam es mehrfach zu Zusammenstößen mit dem Khanat der Krim, deren Herrscher Meñli I. Giray die Goldene Horde endgültig vernichtete und danach auch durch das Khanat von Astrachan zog.
In den 1530er Jahren ging das Khanat gemeinsam mit dem der Krim und der Nogaier Horde gegen Russland vor, das sich nach Süden ausdehnte. Danach kam es erneut zu Konflikten mit den Tatarischen Nachbarn. 1552 konnte Zar Iwan IV. das Khanat Kasan erobern. Kurz danach konnten pro-russische Schichten die Macht in Astrachan an sich reißen. Iwan schickte daraufhin Truppen nach Astrachan und setzte 1554 Khan Darwish Ghali II. als Vasallen ein.
Als Darwish sich aber mit dem Krimkhanat gegen Russland verbündete, sendete Iwan Kosakentruppen und annektierte das Khanat Astrachan. Die Hauptstadt Xacitarxan wurde belagert und niedergebrannt. Darwish flüchtete in die Festung Asow. Der südliche Teil des Khanats war nur lose an Moskau gebunden, dort siedelten sich viele Kosaken an. Die verbündeten Nogaier im Nordosten wurden bald darauf von den Kalmücken besiegt und vertrieben.

## Bevölkerung und Gesellschaft
Der größte Teil der Bevölkerung des Khanats bildeten ursprünglich die Wolga-Ural-Tataren, von denen auch heute noch 70.000 in der Region leben. Außerdem lebten in dem Staat auch viele Nogaier. Die Tataren waren vor allem Bauern, aber auch Händler und Handwerker.
Es gab verschiedene feudale Ränge, so den Khan, die Sultane und die Begum. Die Staatsreligion war der Islam.

## Liste der Khane von Astrachan
- Machmud von Astrachan 1466
- Qasim I 1466–1490
- Ghabdelkarim 1490–1504
- Qasim II 1504–1532
- Aq Kubek 1532–1534
- Ghabdraxman 1534–1538
- Darwish Ghali I. 1537–1538
- Shayex Xaydar 1538–1541
- Aq Kubek (zweite Regierung) 1541–1544
- Yaghmurchi 1544–1554
- Darwish Ghali II. 1554–1557

## Astrachan als Namensgeber
Der Asteroid (27789) Astrakhan ist nach Astrachan benannt.